# Amfícrates (escultor)
Amfícrates (en llatí Amphicrates, en grec antic Ἀμφικράτης) fou un escultor grec probablement d'Atenes. Plini el Vell és l'únic autor que el menciona.
Va esculpir una estàtua en honor d'una hetera atenenca de nom Leana (Λέαινα, la lleona), amant d'Aristogitó (Ateneu diu que el seu amant era Harmodi). Leana havia conegut a través dels seus amants, la conspiració que preparaven contra Hiparc, germà del tirà Hípies, el 514 aC, al que van matar. Leana va ser torturada pels tirans perquè revelés els noms dels còmplices, però no va dir res.
Els atenencs van voler honorar el seu silenci, i van encarregar a Amfícrates una estàtua de la dona. Però no van veure amb bons ulls el fet d'homenatjar una hetera representant-la en marbre, i van decidir que l'escultor representés una lleona, i per indicar el que es volia commemorar, la va esculpir sense llengua.
No se sap res de l'època en què va viure Amfícrates, llevat que es consideri que l'estàtua es va fer poc després de l'expulsió dels Pisistràtides, l'any 510 aC.